# وحيد القرن الهندي
وحيد القرن الهندي (الاسم العلمي: Rhinoceros unicornis) مدرج على لائحة الأنواع المعرضة للخطر يتواجد أساساً في ولاية آسام الهندية وفي محميات تيراي في النيبال، حيث تعتاش على الأراضي العشبية النهرية على سفوح جبال الهيمالايا. حالياً يوجد في البرية 3000 فرداً فقط منها 2000 في ولاية آسام وحدها.